# 東海学生バスケットボール連盟
東海学生バスケットボール連盟（とうかいがくせい―れんめい）は、東海地区の4県に所在する大学バスケットボール部により構成された競技運営団体である。

## 主な大会

### リーグ戦
- リーグの名称は「エイトリーグ」と呼ばれ、全日本学生バスケットボール選手権大会の予選も兼ねる。
- エイトリーグに進むためには、各地リーグの上位チームが出場決定戦を行い、上位４チームがエイトリーグに出場するための権利を得る。
- かつては３部制だったが、2012年度より現在の試合形式に変更された。

### 東海地区の学生リーグ
- エイトリーグに出場するためには、各地で行われるリーグで上位に進む必要があり、上位チームは東海学生バスケットボール連盟が主催する出場決定戦に出場することができる。
- 東海学生バスケットボールリーグ戦　愛知リーグ
- 静岡県学生バスケットボール　 兼　東海学生バスケットボールリーグ戦静岡県予選
- 東海学生バスケットボールリーグ戦　岐阜三重滋賀地区予選

### 東海学生大会
- トーナメント戦。

## リーグ戦参加校（2013年）

### 男子

#### エイトリーグ
- 常葉大学
- 愛知学泉大学
- 中部学院大学
- 中京大学

### 女子

#### エイトリーグ
- 愛知学泉大学
- 桜花学園大学
- 中京大学
- 中部学院大学